# 271 (numero)
Duecentosettantuno (271) è il numero naturale dopo il 270 e prima del 272.

## Proprietà matematiche
- È un numero dispari.
- È un numero difettivo.
- È un numero primo (1 e il numero stesso sono i suoi unici divisori).
  - È un primo cubano.
- È parte della terna pitagorica (271, 36720, 36721).
- È un numero palindromo nel sistema di numerazione posizionale a base 7 (535).
- È un numero esagonale centrato.
- È un numero congruente.

## Astronomia
- 271P/van Houten-Lemmon è una cometa periodica del sistema solare.
- 271 Penthesilea è un asteroide della fascia principale dl sistema solare.

## Astronautica
- Cosmos 271 è un satellite artificiale russo.